# 马耳他历史
自公元前5200年，马耳他开始有人类居住。他们是来自西西里岛的人们。

## 希臘人，腓尼基人與羅馬人
大約在西元前700年左右時，古希臘人開始殖民馬爾他，主要是以今日的瓦萊塔所在位置為中心。一個世紀後，以本島作為東地中海到康沃爾之間的貿易路線中繼站的腓尼基商人，也開始定居於此。腓尼基人居住的區域，即現代的姆迪納，及其周边小镇拉巴特，他们称之为“Maleth”。同樣也居住在姆迪納的古羅馬人，將它（以及本島）簡稱為「馬爾他」。

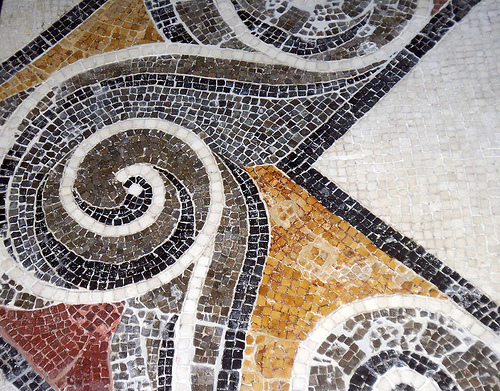
马耳他的古罗马马赛克。

在腓尼基人沒落後，西元前400年時，掌控這個區域的是腓尼基的前殖民地之一，迦太基。在這個時期，馬爾他人的主要產業是栽種橄欖與長角豆，以及紡織業。
在西元前264年，第一次布匿戰爭期間，馬耳他人趁機發動了對迦太基的反叛，並將當地的軍事指揮權移交給羅馬執政官塞姆普羅尼烏斯。在第二次布匿戰爭期間，馬耳他同樣忠於羅馬，而羅馬給予馬耳他「結盟城邦」的頭銜作為回報，這意味著免除了對羅馬納貢以及受羅馬法管轄的義務。
西元117年，身為全盛期的羅馬帝國之一部分的馬耳他，由哈德良皇帝升格為自治區。 新約聖經《使徒行傳》中曾敘述聖保羅在公元一世紀於本島遭遇船難以及傳教的事蹟。拉巴特的地下墓地亦證明早期基督教社群曾在馬耳他島上存在。
當西元395年羅馬帝國東西分裂時，說希臘語的馬耳他，由定都於君士坦丁堡的東羅馬帝國統治，到870年為止。

## 中世紀

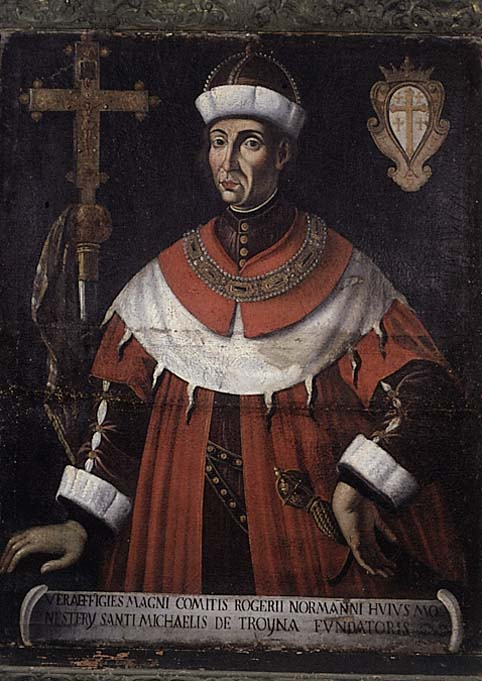
西西里的羅傑一世，回到馬爾他重啟基督教統治。

西西里王國國旗

馬耳他因為位處地中海中央，具有重要的戰略地位，當阿拉伯帝國於七世紀征服北非後，馬耳他因而成為阿拉伯和東羅馬二者的必争之地被卷入战争。阿拉伯帝國所以成功征服馬耳他和西西里，與一位東羅馬將軍Euphemius密切相關，因為他背叛東羅馬帝國，曾要求北非的艾格萊卜王朝入侵馬耳他。
根據阿拉伯編年史家和地理學家AL-Himyari的敘述，在870年，阿拉伯侵略軍在哈拉夫(AL-Hadim)及後來的澤田·伊本·穆罕默德的帶領下，打敗東羅馬人佔領馬耳他及西西里。在阿拉伯人入侵時，摧毀了馬耳他島上最重要的建築及灌溉系統，大量居民離開，令馬耳他一度幾乎無人居住，後來才有阿拉伯人從西西里島重新移居馬耳他島。這一次移民未肯定是因為西西里島的人口膨脹，還是因為戰爭。909年，馬耳他的主權由西西里酋長國移轉至北非的法蒂瑪王朝。1038年，這些阿拉伯人引進了新的灌溉技術、棉花和一些水果。而來自西西里島的西西里阿拉伯語因此獲得島上居民的採用，最終演化成馬耳他語。在島上的基督徒被允許宗教信仰自由，但他們不得不支付非穆斯林的吉兹亚稅，但獲豁免的穆斯林则只支付天课。
1091年，諾曼人的領袖魯傑羅征服西西里島及馬耳他島，馬耳他重新歸回基督教世界管治。當地的基督徒十分歡迎。據稱羅傑撕下他的紅白色格子旗幟的部分，成為當今馬耳他國旗的起源。
諾曼時期後，馬耳他成為新成立的西西里王國一部分，當時西西里王國還包括西西里島和意大利半島的南半部。天主教恢復為馬耳他國教，並歸巴勒莫教區管轄。在這時期，大量諾曼式建築在島上出現，尤其是在古老首都姆迪納。由於馬耳也島戰略上十分重要性，在這時期，馬耳他島上的男人都接受軍事訓練。
1192年，西西里国王坦克雷迪封姑父马加里托为首任马耳他伯爵，这可能是因为后者意外成功俘虏了王位竞争者康斯坦丝皇后。
1194年，管轄馬耳他島的西西里王國王位落入德國貴族霍亨斯陶芬家族（康斯坦丝的夫家），直至1266年。在此期間，霍亨斯陶芬家族的國王腓特烈二世開始重整了西西里王國，西方文化和宗教開始對西西里及馬耳他發揮更強烈的影響力。馬耳他更有72年時間成為德意志民族神聖羅馬帝國的一部分。雖然如此，在這時期馬耳他的貿易被完全摧毀，它僅僅是一個有堅固駐軍的軍事要塞而已。直到1224年，腓特烈二世才將馬耳他島上所有剩餘的穆斯林驅逐。
過了一段短暫的時期，西西里王國王位傳給法國安茹的卡佩家族，但由於安茹與熱那亞共和國間的戰爭，和戈佐島在1275年被攻佔，卡佩王朝在馬耳他島上行高稅收，令王朝的統治在馬耳他不受歡迎。1282年發生西西里晚禱起事，位於伊比利亞半島東部的阿拉貢王國乘機入侵了西西里島並確立了在西西里島的統治，阿拉貢國王同時成為西西里王國國王，屬西西里王國的馬耳他開始由阿拉貢國王統治。後來阿拉貢與伊比利亞半島另一大國卡斯提亞合併成為西班牙，因此西西里及馬耳他亦開始被西班牙統治。

## 馬耳他騎士團和拿破崙

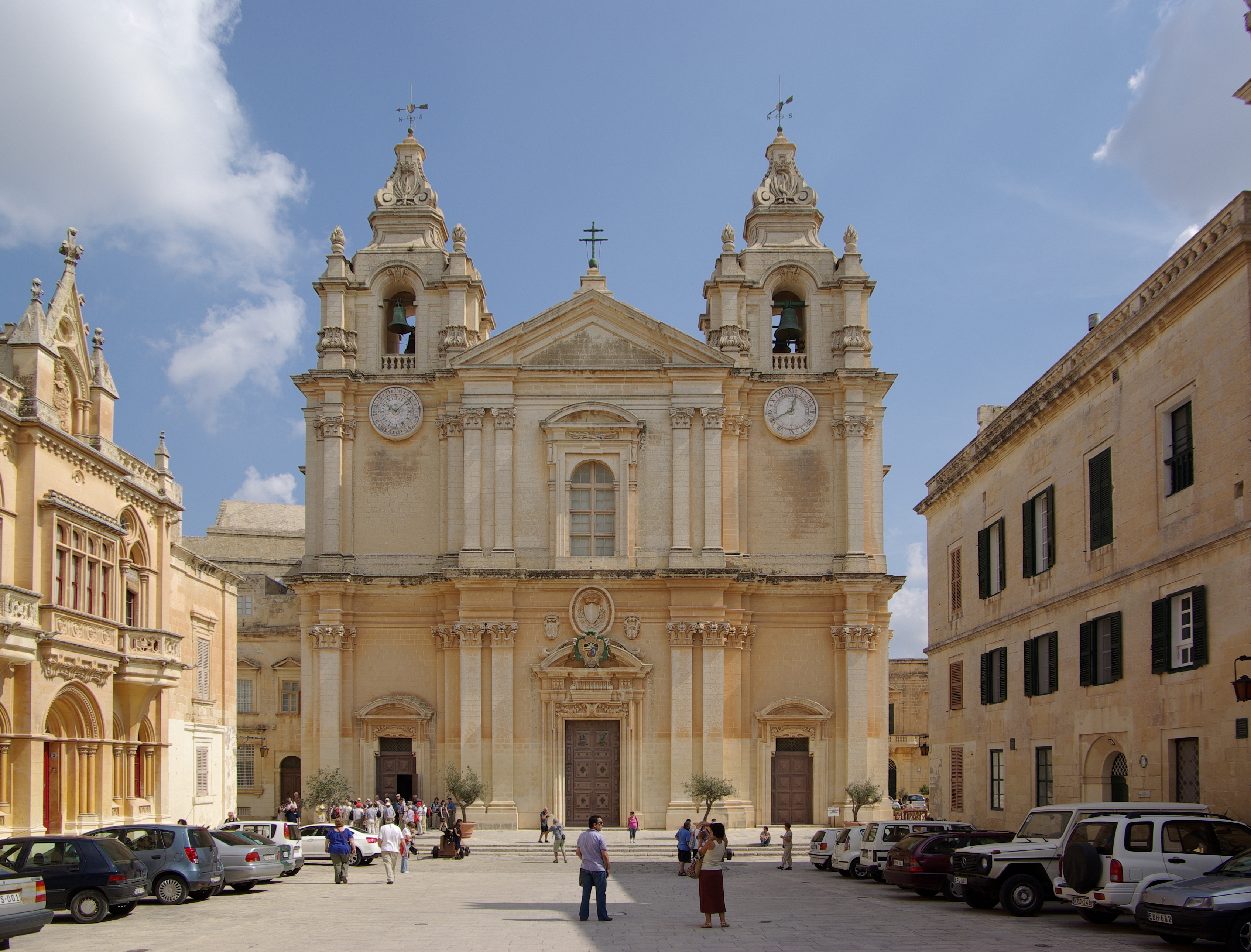
姆迪納的巴洛克建築，聖保羅大教堂。

16世紀初，哈布斯堡家族的查理五世同時兼任神聖羅馬帝國皇帝及西班牙國王，成為歐洲擁有最大權力的君主。1522年，駐守羅得島超過二百年的醫院騎士團被鄂圖曼土耳其帝國逐出羅德島。查理五世決定將被西班牙統治的馬耳他，永久租讓予醫院騎士團，即現今的馬耳他騎士團，這也是馬耳他島成為一個獨立政體的開始。1551年，巴巴里海盜奴役馬耳他附近的島嶼戈佐島的所有5,000人口，並將他們送往利比亞。1565年，鄂圖曼帝國與醫院騎士團發生全面戰爭，並發動對馬耳他的圍攻。當時鄂圖曼擁有地中海最強的海軍力量。騎士與馬耳他的平民奮力抵抗鄂圖曼的進攻，結果馬耳他島上絕大多數城市都被摧毀，騎士團成員有一半戰死。但騎士團的抵抗阻延了鄂圖曼軍的攻勢，結果馬耳他堅守至來自西班牙的援軍到達，這時戰場局勢頓時扭轉，鄂圖曼軍隊倉惶撤退，損失達到三萬餘人，這次大勝使馬耳他騎士團國獲得了一段時間的和平局面。伏爾泰形容1565年的大圍攻，“沒有甚麼戰役比起馬耳他大圍攻更有名”。過大圍攻後，騎士團決定增強馬耳他的防禦力，特別是內港地帶。騎士團修築了新城瓦萊塔，以當時騎士團團長让·德·瓦莱特的名字命名。騎士團亦沿海岸線修築了不少瞭望塔。騎士團在島上完成了很多建築及文化項目。
1571年，鄂圖曼再次起兵，企圖消滅騎士團。不過這次他們敗得更慘，還沒到馬耳他，在海上就遇上了以基督教國家組成，由西班牙王國的無敵艦隊為主力的神聖同盟艦隊於勒班陀海域展開了一場海上會戰（勒班陀戰役），土耳其艦隊幾乎全被擊沉或俘虜。此後，馬耳他騎士團國進入鼎盛時期，帆上標有馬耳他八角十字的戰船在地中海橫行無阻。
医院騎士團一直控制馬耳他超過200年，直至1798年。當時法國大革命後成立的共和國政府，與英國為敵，法國決定派遣大軍遠征埃及，以干擾英國與海外最大殖民地印度的連繫，當時遠征軍的統帥是後來成為法國皇帝的拿破崙。當大軍出發往埃及途中，途經馬耳他附近，拿破崙下令奪取戰略地位重要的馬耳他。他先派人要求進港進行補給。當船隻安全進入瓦萊塔港後，拿破崙的戰艦將炮口轉向他們的招待者。馬耳他騎士團團長以騎士團不會與信仰天主教的國家交戰為由，向拿破崙投降，最後騎士團撤走往俄羅斯。拿破崙在馬耳他只停留數日，這段時間中他劫掠了島上很多財富，並建立起傀儡政權統治。然後拿破崙留下部份駐軍後，大軍就繼續埃及遠征。
法國強加的財政、宗教政策激怒了當地民眾，令馬耳他居民十分厭惡法國的佔領軍，於是他們起來反抗法軍，並逼使他們撤離城市要塞。當時與法國敵對的英國、西西里王國和那不勒斯王國也紛紛支援島上反抗者，英國亦派出皇家海軍封鎖馬耳他。1798年，戈佐岛的起义者驱逐法军后，建立戈佐国。1800年，駐馬耳他的法軍向英軍投降。馬耳他居民的領導者希望馬耳他成為英國自治領。馬耳他人發表了權利宣言，願意“歸屬自由民之國王、大不列顛及愛爾蘭國王陛下之保護及統治”。宣言亦表示“陛下無權將島嶼轉移他國...若他選擇收回其保護、放棄其統治，選擇其他統治者的權利，或島嶼的行政，只歸屬於我們，島上之居民及原住民，而不受任何控制”。

## 大英帝國和二戰

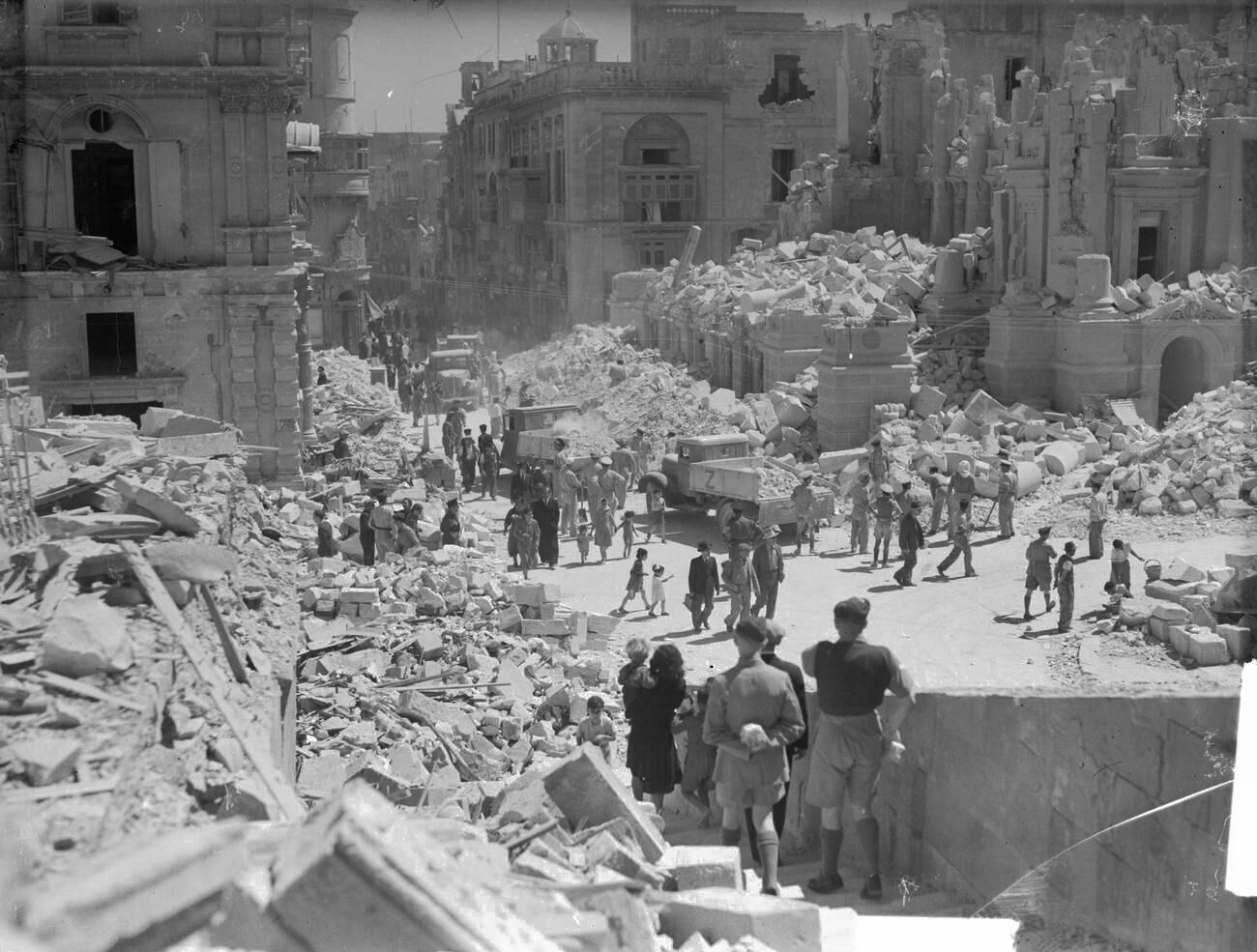
1942年的馬耳他圍攻中，受到嚴重轟炸損毀的瓦萊塔街道。

拿破崙戰敗後，1814年巴黎條約中，馬耳他正式成為大英帝國的一部份，並用作船運中途站及艦隊總部。1869年蘇伊士運河開通後，馬耳他作為蘇伊士運河及直布羅陀海峽之間的中途站，顯示出馬耳他的重要性，及前往印度的重要中途站。
1919年，英國軍隊鎮壓了一場反對開徵新稅的示威，並殺死4名平民。因此掀起了反抗行動，並提升了親意大利派的影響力，英國統治受到挑戰。這次事件每年都有悼念死難者。
1930年代早期，英國地中海艦隊離開馬耳他，轉往亞歷山卓。二戰期間，馬耳他因為接近義大利,支援北非的船運航道而有很重要的地位。地中海戰役期間義大利軍隊多次空襲馬耳他，而馬耳他居民於圍攻時顯出英勇表現，因而英王喬治六世於1942年4月15日授喬治十字勳章予馬耳他，“見證著一種英雄及奉獻精神長存歷史”。但有些史學家認為，英國在防衛馬耳他蒙受到不相稱的傷亡，只因為若馬耳他如新加坡一樣投降，英國的信譽會受損。

## 馬耳他國
1964年9月21日，馬耳他獨立，成立馬耳他國，仍承認伊莉莎白二世為國家元首，由作為她全权代表的總督代理行使国家元首职权。

## 馬耳他共和國
1974年12月13日，馬耳他成為共和國，繼續留在英聯邦之內，以馬耳他總統為國家元首。防衛協議在獨立後就簽訂，直至1979年3月31日期滿。同日英國軍隊撤軍，最後一次降下英國國旗。1980年，馬耳他採取中立政策，並成為不結盟運動的一員，直至2004年加入歐盟為止。1989年，馬耳他成為美國及蘇聯之間高峰會的場地，美國總統喬治·赫伯特·沃克·布希與蘇共總書記米哈伊爾·戈巴契夫首次面對面會談，暗示著冷戰即將終結。
馬耳他在2004年5月1日成為歐盟會員國，2007年12月21日成為申根公約會員國，2008年1月1日加入歐元區。在2008年选举中冈奇成为总理。2009年乔治·阿贝拉担任总统。
2011年，马耳他人就离婚法案进行公投。作为投票的结果，在某些情况下允许离婚的法案在同一年实行。